# Thaddée Yemelong
Thaddée Yemelong, alias "Amour du Pays", est un militant nationaliste indépendantiste, membre du parti politique UPC  et activiste de la lutte pour la décolonisation à l'Ouest du Cameroun.

## Biographie

### Enfance, éducation et débuts
Thaddée Yemelong est originaire de Babadjou (Mbasso), une des multiples chefferies des Grassfield. Il fait partie des 9 dignitaires (notables) de cette chefferie. Elève à l'école publique de Babadjou, il rejoint le comité de base clandestin de l’Union des Populations du Cameroun, parti nationaliste, en 1957. Thaddée Yemelong a alors environ 15 ans,. Dans le maquis, il reçoit une formation idéologique et militaire,.

### Parcours de militant
Dès son incorporation au sein de la branche armée de l'UPC, Thaddée Yemelong mène une vie de privation dans le maquis de l'Ouest Cameroun. Le président de son comité de base, Simon Ngoudjeu, dirige un comité clandestin du parti indépendantiste à Babadjou,. Pour son militantisme, ce dernier est torturé à mort.
Thaddée Yemelong rejoint les bases d’appui de guérilla des versants Est des monts Magwa; aujourd’hui monts Bamboutos qui abritent des camps d'indépendantistes. Ces camps hébergent environ 5200 hommes, femmes et enfants indépendantistes et autres personnes mobilisées. Trois mois plus tard, il se porte volontaire avec 150 autres camarades de lutte pour aller au combat. Joseph Nguemeta, alias  "S'en fou la guerre", son premier chef originaire de Bamekoué, le réquisitionne pour Bangou dans le Ndé. Il participe à l'attaque du camp militaire de Bangou créé par l’administrateur colonial Maurice Delauney et le bilan est lourd. Ils y perdent 20 à 50 combattants sous les canons de l'armée franco-Camerounaise. Sa bravoure sur le champ des opérations est toutefois saluée lors de cette mission. Le chef d'état-major Martin Singap de l’Armée de libération nationale kamerunaise (ALNK) propose alors de le ramener avec lui dans les Bamboutos. Après un séjour à Bandenkop, Il est promu au quartier général à Batié où il servira et deviendra un proche du chef de zone "Bandit Caillou". C'est à Batié que Thaddée Yemelong recevra le nom de guerre "Amour du Pays".

#### Attaque du quartier général des indépendantistes à Batié
En pays Bamiléké, sous l'effet de bombardements aériens et de dégâts, le plus grand souvenir de Thaddée Yemelong concerne l'attaque que subit le camp militaire de Batié. C'est le quartier général des résistants dans la zone. Il perd son chef "Bandit Caillou" et doit errer pendant une semaine dans la forêt avant des retrouvailles joyeuses avec son unité; célébrées avec ses compagnons de lutte.
Le parcours de Thaddée Yemelong le mène ensuite à Bangangté où il servira sous les chefs "Chateau Dynamique" et "André résidence". Ce dernier est le chef de la direction de l'ALNK à l'Ouest. Ensemble, ils attaquent le Camp Militaire de Bangangté[réf. nécessaire].
Après le retour d'Ernest Ouandié en juillet 1961, et la réorganisation de l’ALNK à l'Ouest. Il sert dans la garde rapprochée du "Camarade Ouandié". Il participe aux expéditions de ce dernier. Lors d'une embuscade tendue aux indépendantistes conduits par Ernest Ouandié, il est grièvement blessé. Il est transporté et soigné à l'hôpital clandestin des résistants. Il porte les séquelles de ce guet-apens.

#### Formation idéologique et vie dans le maquis
Thaddée Yemelong reçoit, comme d'autres combattants et résistants incorporés, des formations organisées par l'UPC et par l'ALNK dans les divers lieux de regroupement et les branches militaires. Enseigné aux causes du parti, "Amour du pays" se rappelle la vie au camp et les soutiens reçus,. 

« ... du formateur venu de la Chine pour enseigner la doctrine communiste, du rassemblement de chaque matin, de la dure épreuve de sélection de ceux qui iraient au front, des "blindages" (protection par les amulettes); bref de toutes sortes d'événements de la vie dans la forêt du maquis »

Les difficultés liées à ses blessures le contraignent à se retirer du front en 1966.
Recevant visiteurs pour parler de cette période, Thaddée Yemelong  arbore l'écharpe rouge de l'UPC et s’habille  en t-shirt de l'association des vétérans du maquis du Cameroun, dirigée par Mathieu Djassep.

Thaddée Yemelong demeure engagé et déclare à un journaliste de France 24 en 2018:

« Mieux vaut mourir debout que de vivre à genou »